# Mann (rapper)
Dijon Shariff Thames, mais conhecido pelo nome artístico Mann, ou MANN, é um rapper estadunidense do gênero West Coast hip hop. Descoberto pelo produtor J. R. Rotem, é mais conhecido pelos seus singles Buzzin, com 50 Cent, e The Mack, com Snoop Dogg e Iyaz. É fundador, proprietário e operador da gravadora independente Peace Life Quality Recordings.

## Discografia

### Albums de estúdio
- Mann's World (2011)

### Albums independentes
- West LA Diaries Vol. 1: Vintage Cutz (2010)
- West LA Diaries Vol. 2: Near Life Experience (2011)
- West LA Diaries Vol. 3: Birthday Philosophy (2011)

### Singles

#### Como artista principal
| Título                                       | Ano  | Melhor posicionamento | Melhor posicionamento | Melhor posicionamento | Melhor posicionamento | Melhor posicionamento | Melhor posicionamento | Melhor posicionamento | Álbum        |
| Título                                       | Ano  | US                    | US R&B                | US Rap                | AUS                   | IRE                   | SCO                   | UK                    | Álbum        |
| -------------------------------------------- | ---- | --------------------- | --------------------- | --------------------- | --------------------- | --------------------- | --------------------- | --------------------- | ------------ |
| Ghetto Girl (part. Sean Kingston)            | 2008 | —                     | —                     | —                     | —                     | —                     | —                     | —                     | –            |
| Text (part. Jason Derülo)                    | 2010 | —                     | —                     | —                     | —                     | —                     | —                     | —                     | Mann's World |
| Buzzin' (Remix) (part. 50 Cent)              | 2010 | 61                    | 70                    | 13                    | —                     | 20                    | 8                     | 6                     | Mann's World |
| The Mack (part. Snoop Dogg e Iyaz)           | 2011 | —                     | —                     | —                     | 68                    | —                     | 36                    | 28                    | Mann's World |
| Bend Ya (part. Kendrick Lamar e Frank Ocean) | 2013 | —                     | —                     | —                     | —                     | —                     | —                     | —                     | –            |

#### Como artista convidado
| Título                                                    | Ano  | Melhor posicionamento | Melhor posicionamento | Melhor posicionamento | Melhor posicionamento | Melhor posicionamento | Melhor posicionamento | Melhor posicionamento | Álbum   |
| Título                                                    | Ano  | US                    | US R&B                | US Rap                | AUS                   | IRE                   | SCO                   | UK                    | Álbum   |
| --------------------------------------------------------- | ---- | --------------------- | --------------------- | --------------------- | --------------------- | --------------------- | --------------------- | --------------------- | ------- |
| Music Sounds Better With U (Big Time Rush featuring Mann) | 2011 | 26                    | —                     | —                     | —                     | —                     | —                     | 61                    | Elevate |
| Dance With You (Lucien part. Mann)                        | 2012 | —                     | —                     | —                     | —                     | —                     | —                     | —                     | –       |
| Dominoes (Jess Wright part. Mann)                         | 2013 | —                     | —                     | —                     | —                     | —                     | —                     | —                     | –       |